# North Point (stacja MTR)
North Point (chiński: 北角) – jedna ze stacji MTR, systemu szybkiej kolei w Hongkongu, na Island Line i Tseung Kwan O Line. Została otwarta 31 maja 1985. 
Znajduje się na wyspie Hongkong. Obsługuje ona obszar North Point, w dzielnicy Eastern. Jest najdalej na zachód wysuniętą stacją Tseung Kwan O Line.